# الجبهة الشعبية لتحرير ليبيا
الجبهة الشعبية لتحرير ليبيا هي حزب سياسي ليبي موالٍ للقذافي تشكل في 26 ديسمبر 2016.

## الآيديولوجيا
يتبع الجبهة الشعبية لتحرير ليبيا للتيار الموالي للقذافي. يصر الحزب على أن الحرب الأهلية الليبية عام 2011 كانت نتيجة مؤامرة ضد ليبيا، وهو يريد تطهير ليبيا «من سيطرة المنظمات الإرهابية».

## الجدول الزمني للأنشطة
- 26 ديسمبر 2016: تم تأسيس الجبهة الشعبية لتحرير ليبيا.[4]
- أكتوبر 2017: هزمت الجبهة الشعبية في اشتباكات مع كتيبة ثوار طرابلس،[10] مما أدى إلى اعتقال القائد العسكري المبروك إحنيش في السادس عشر من أكتوبر.[5]
- مارس 2018: أعلن سيف الإسلام القذافي عن نيته الترشح في الانتخابات العامة الليبية لعام 2019 في ظل الجبهة الشعبية لتحرير ليبيا.[6]
- 6 يوليو 2019: ورد أن الجبهة الشعبية انضمت إلى الجيش الوطني الليبي في هجوم غرب ليبيا لعام 2019.[11]
- 30 سبتمبر 2019: ألقى منسق فرع أجدابيا التابع للمجموعة، أحمد عبد المولى، كلمة أشاد فيها بتقدم الجيش الوطني الليبي ضد الفصائل المناهضة للجيش الوطني الليبي، وأكد دعم الجبهة الشعبية لتحرير ليبيا لسيف الإسلام واستنكر انتفاضة 2011 باعتبارها مؤامرةً تركية - قطرية. لقد ذكر أنه «ومنذ اندلاع المؤامرة في عام 2011، فإننا نرى ما حدث في الوطن من انتهاك للسيادة، وفقدان قراره السياسي، وهنا نحث ونشدد على أننا جميعا نتكاتف وجميعنا مخلصون لمحاربة الإرهاب واقتلاعه من الجذور، هؤلاء المذنبون في هذه الحقبة من الإرهابيين الزنادقة الذين دمروا البلاد، دمروا كل شيء».[12]
- 3 نوفمبر 2019: نظم أعضاء الجبهة الشعبية لتحرير ليبيا مظاهرة في بني وليد.[13]
- 7 فبراير 2020: عقدت الجبهة الشعبية لتحرير ليبيا حلقة نقاش في تونس تحت عنوان «دور تونس في حل الأزمة الليبية بين التدخلات الخارجية وعمق الانتماء»، حيث ناقش أعضاء الحزب الوضع الأمني في ليبيا في ظل الحرب الأهلية وانتشارها، وحاملو السلاح، فضلًا عن المخاوف من التدخل العسكري الأجنبي في ليبيا، وهو الأمر الذي سيزيد من تعقيد الوضع، وفقًا للمشاركين. حضر الجلسة عدد من الأحزاب السياسية التونسية.[14]

## روابط خارجية
- إعلان تأسيس الجبهة الشعبية لتحرير ليبيا